# Tyrone McCullagh
Tyrone McCullagh (Derry, 9 de septiembre de 1990) es un deportista irlandés que compitió en boxeo. Ganó una medalla de bronce en el Campeonato Europeo de Boxeo Aficionado de 2010, en el peso pluma.
En julio de 2015 disputó su primera pelea como profesional. En su carrera profesional tuvo en total 16 combates, con un registro de 14 victorias y 2 derrotas.

## Palmarés internacional
| Campeonato Europeo | Campeonato Europeo | Campeonato Europeo | Campeonato Europeo |
| Año                | Lugar              | Medalla            | Categoría          |
| ------------------ | ------------------ | ------------------ | ------------------ |
| 2010               | Moscú (Rusia)      | Medalla de bronce  | 57 kg              |